# Nymphée de Punta Epitaffio
Le Nymphée de Punta Epitaffio est un nymphée d'architecture romaine, datant du Ier siècle apr. J.-C. à l'époque de l'empereur romain Claude (41-54 apr. J.-C.), situé à une profondeur d'environ 7 m sous le niveau de la mer dans le parc submergé de Baïes dans le golfe de Pouzzoles, en Campanie, ville métropolitaine de Naples en Campanie,.

## Historique
En 1969, a eu lieu la découverte accidentelle d'un remarquable groupe sculptural en marbre, extraordinaire par la qualité des sculptures et les dimensions des blocs. Une fouille systématique de l'environnement a ensuite été réalisée, pleinement explorée avec quatre campagnes de fouilles au fil des années.  
Les sculptures découvertes ont ensuite été transférées au Musée archéologique des Champs Phlégréens, établi à l'intérieur du château aragonais de Baïes, tandis que des copies des statues ont ensuite été placées dans leur position originale dans le site submergé.

## Description

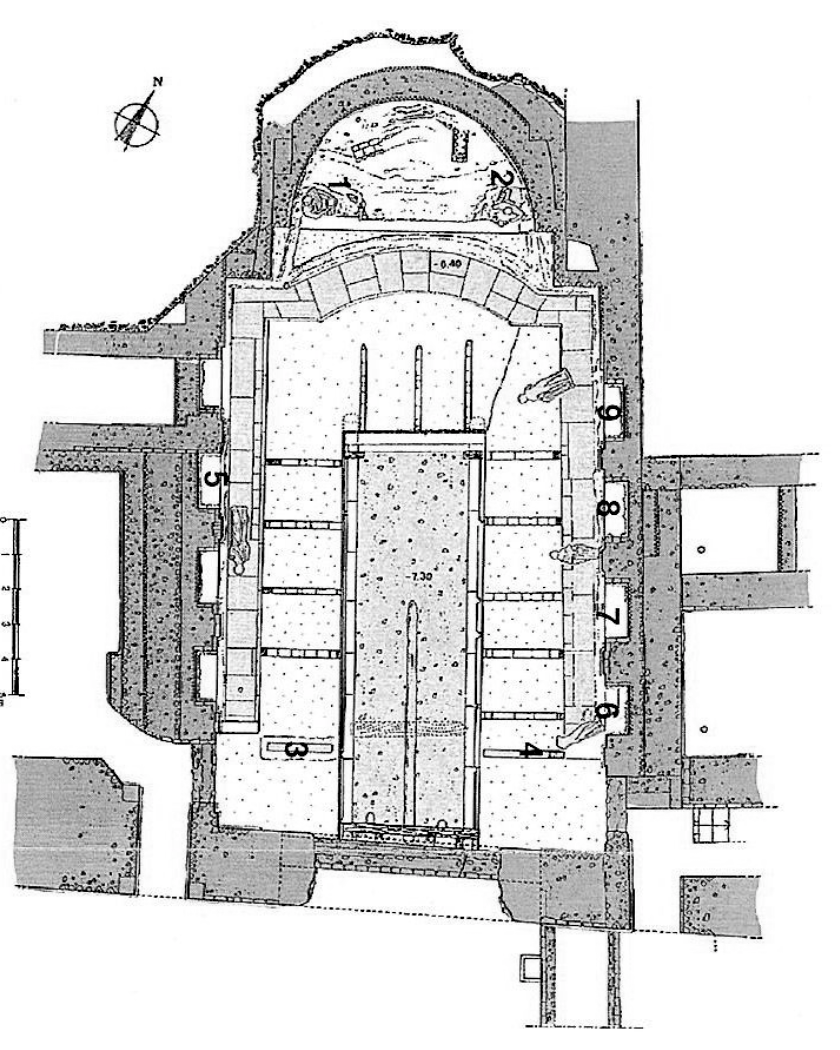
Plan du nymphée.

L'environnement de ce nymphée se présentait comme une grande pièce rectangulaire d'environ 18 sur 10 m, terminée fond par une abside semi-circulaire, entièrement recouverte de marbre, avec un grand bassin au centre. Quatre niches s'ouvraient dans les murs latéraux, chacune abritant une statue, tandis que le long du périmètre de la pièce courait un canal pour l'écoulement de l'eau. Sur la base de cette structure, il est possible de retracer la destination de la salle, c'est-à-dire un grand nymphée ayant la fonction de triclinium, c'est-à-dire une salle de banquet. La décoration visait à recréer l'atmosphère d'une grotte, grâce au faux rocher qui recouvrait l'abside, les niches latérales et l'arc d'entrée, et surtout grâce à l'eau qui coulait dans le canal latéral et le bassin central.

## Galerie

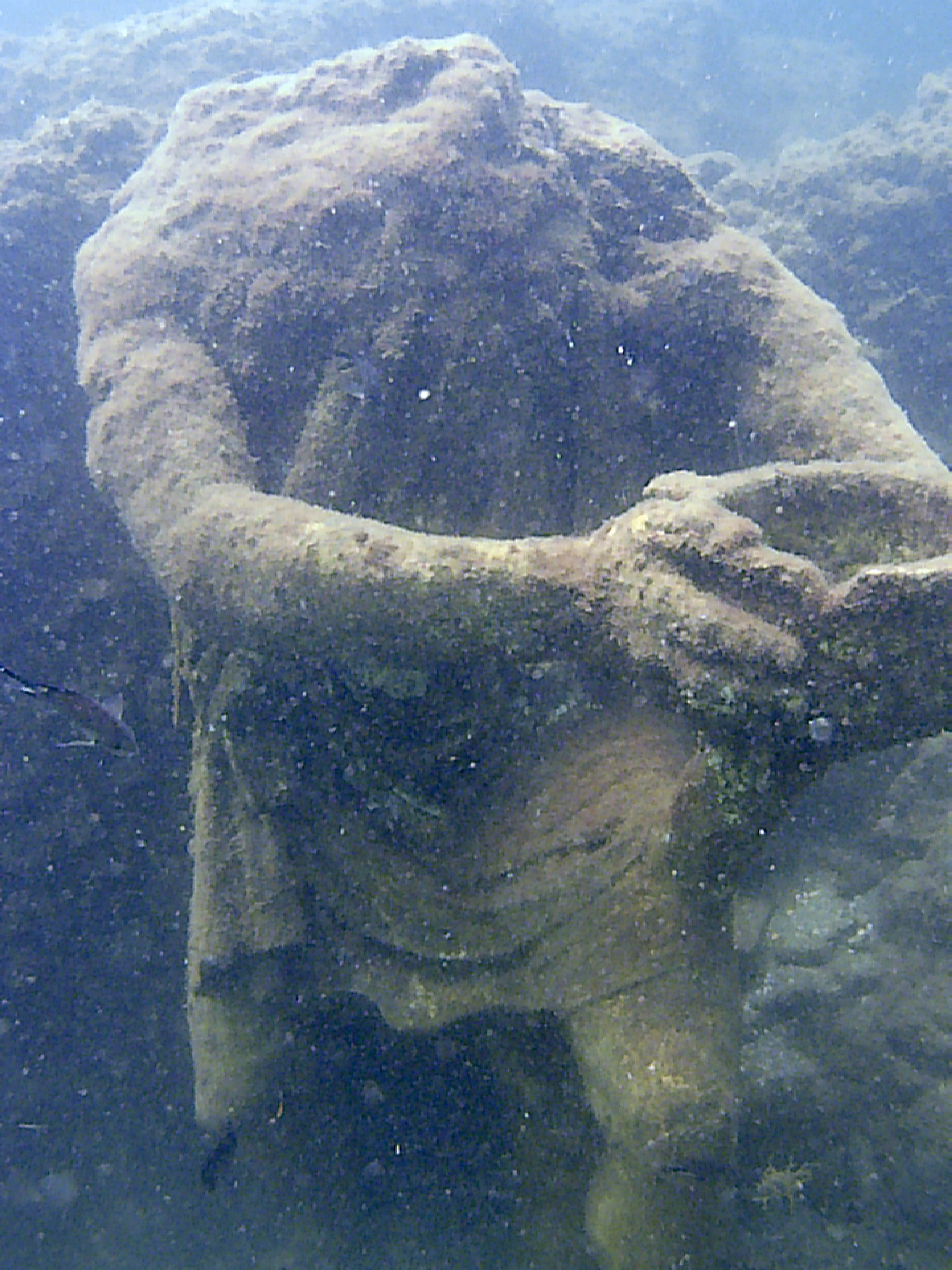
Ulysse.
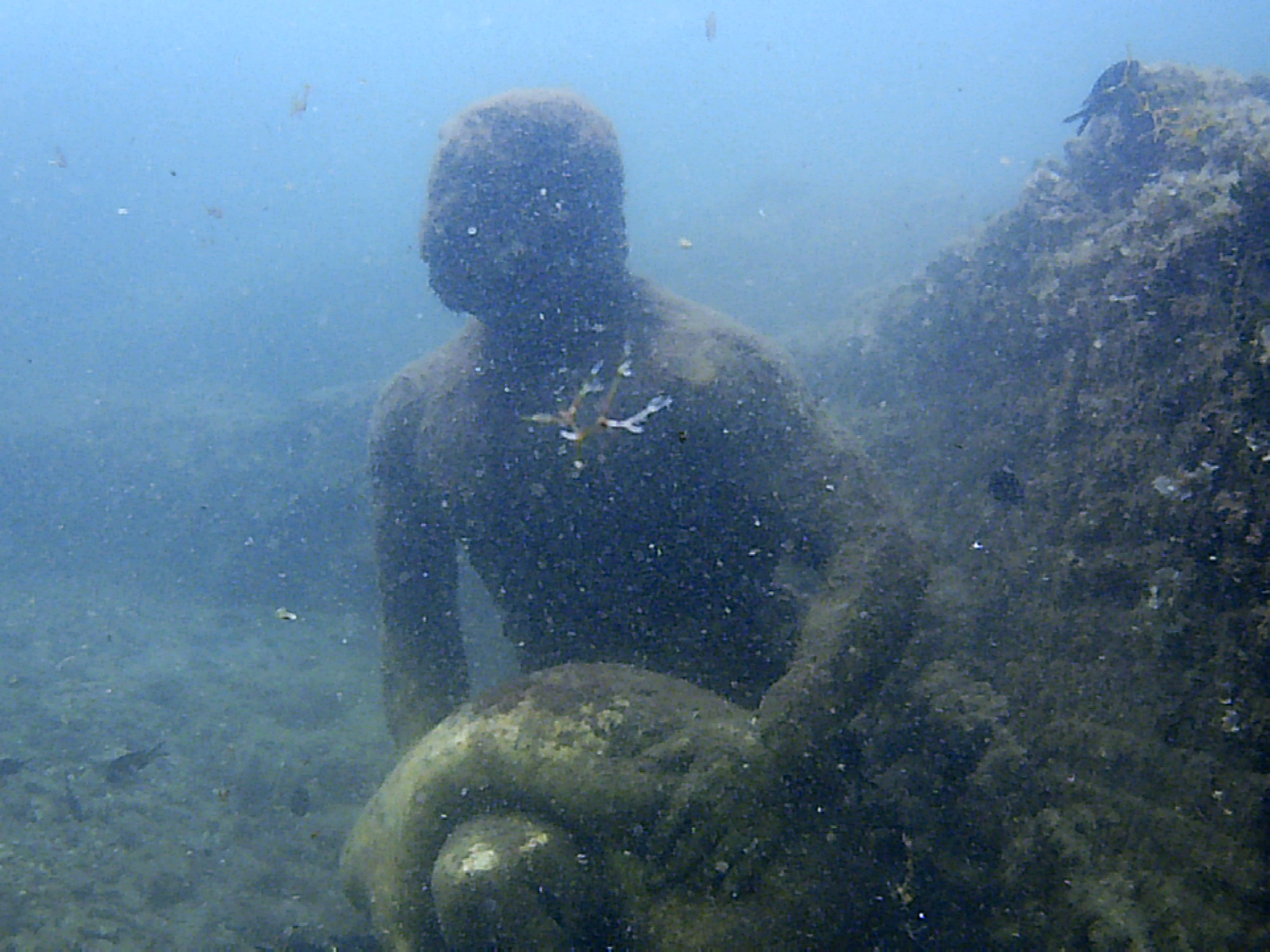
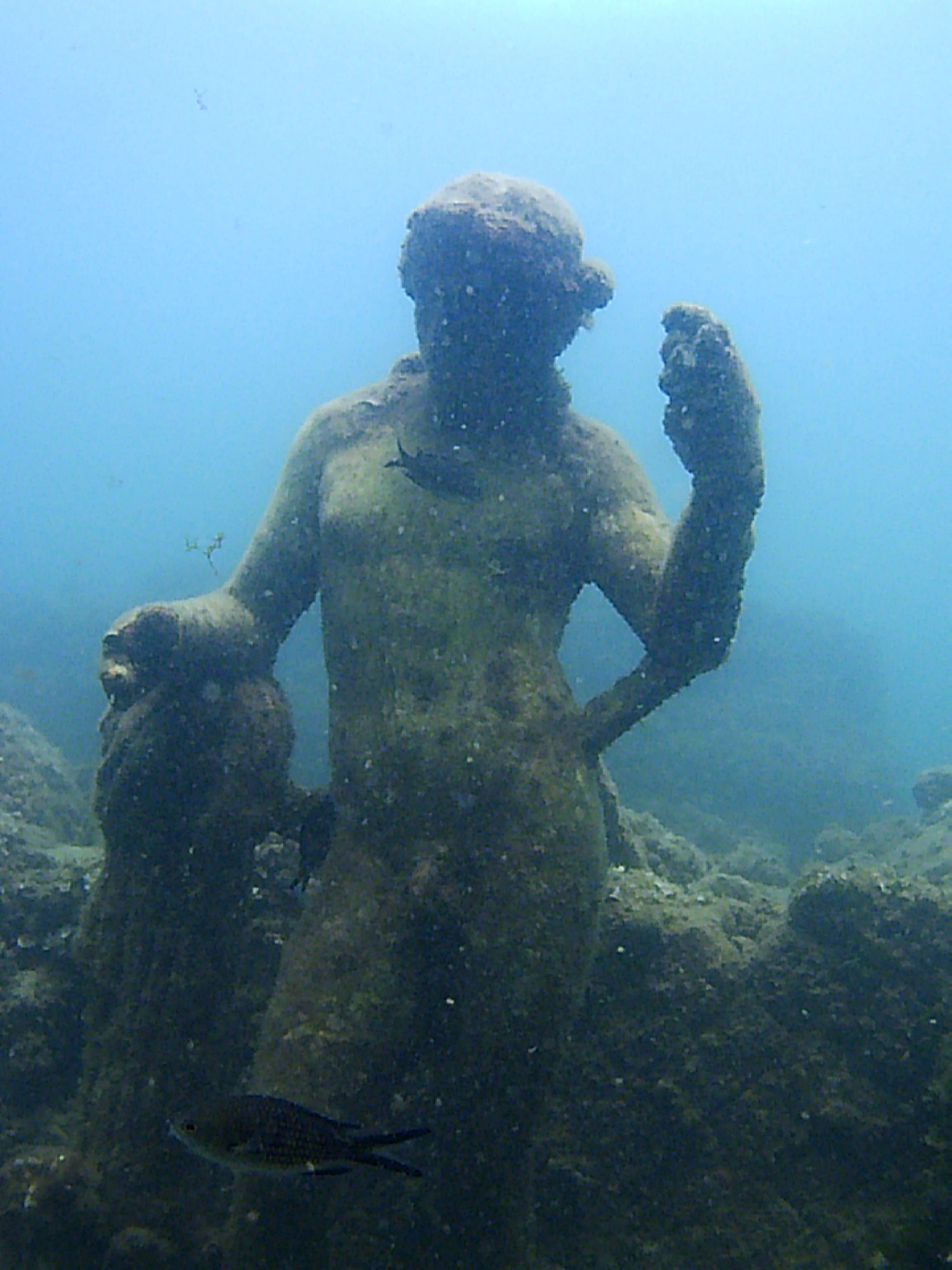
Dionysos avec panthère.
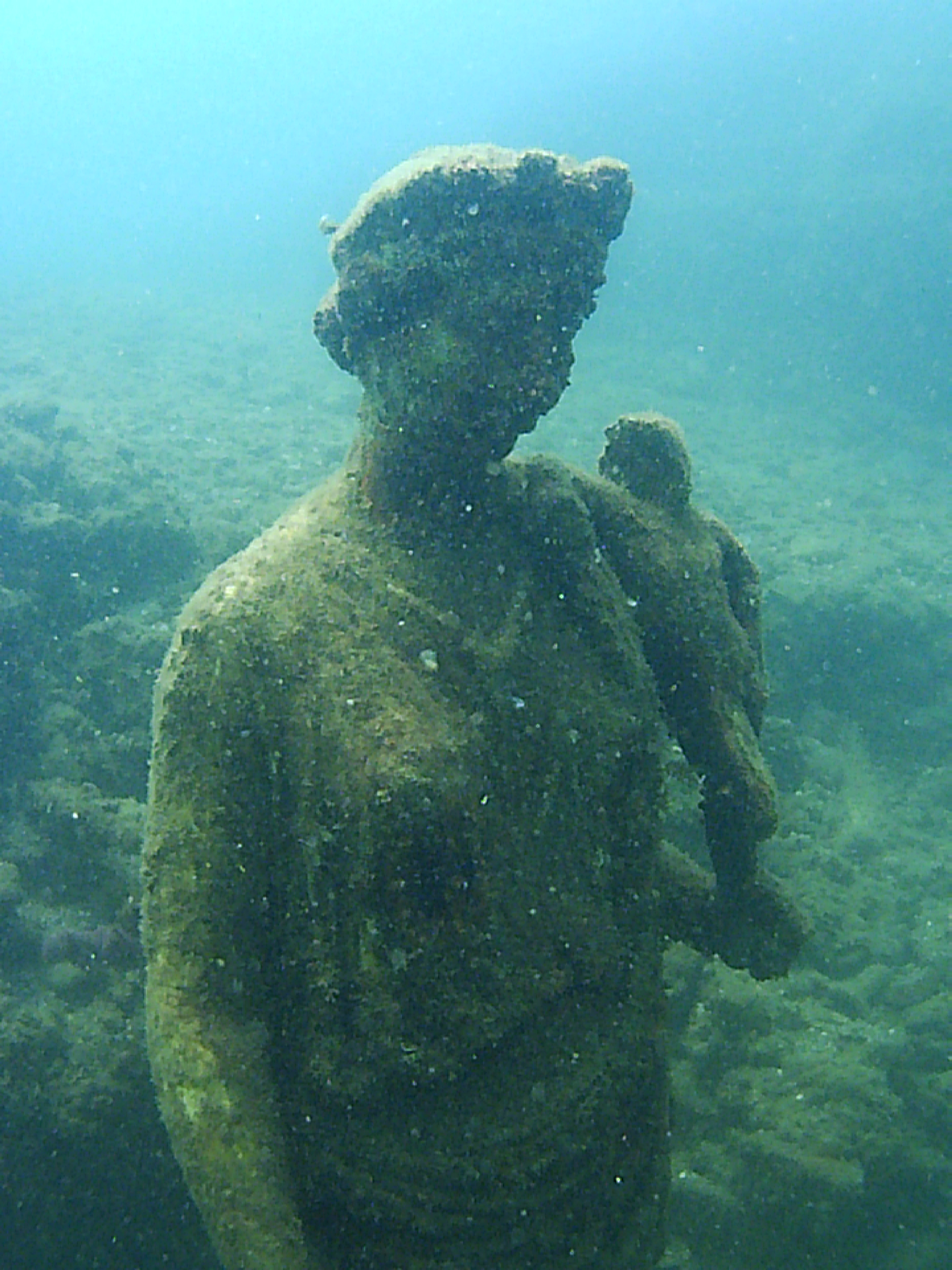
Antonia la Jeune.